# Sentier alpin
 (décembre 2014).
Si vous disposez d'ouvrages ou d'articles de référence ou si vous connaissez des sites web de qualité traitant du thème abordé ici, merci de compléter l'article en donnant les références utiles à sa vérifiabilité et en les liant à la section « Notes et références ».

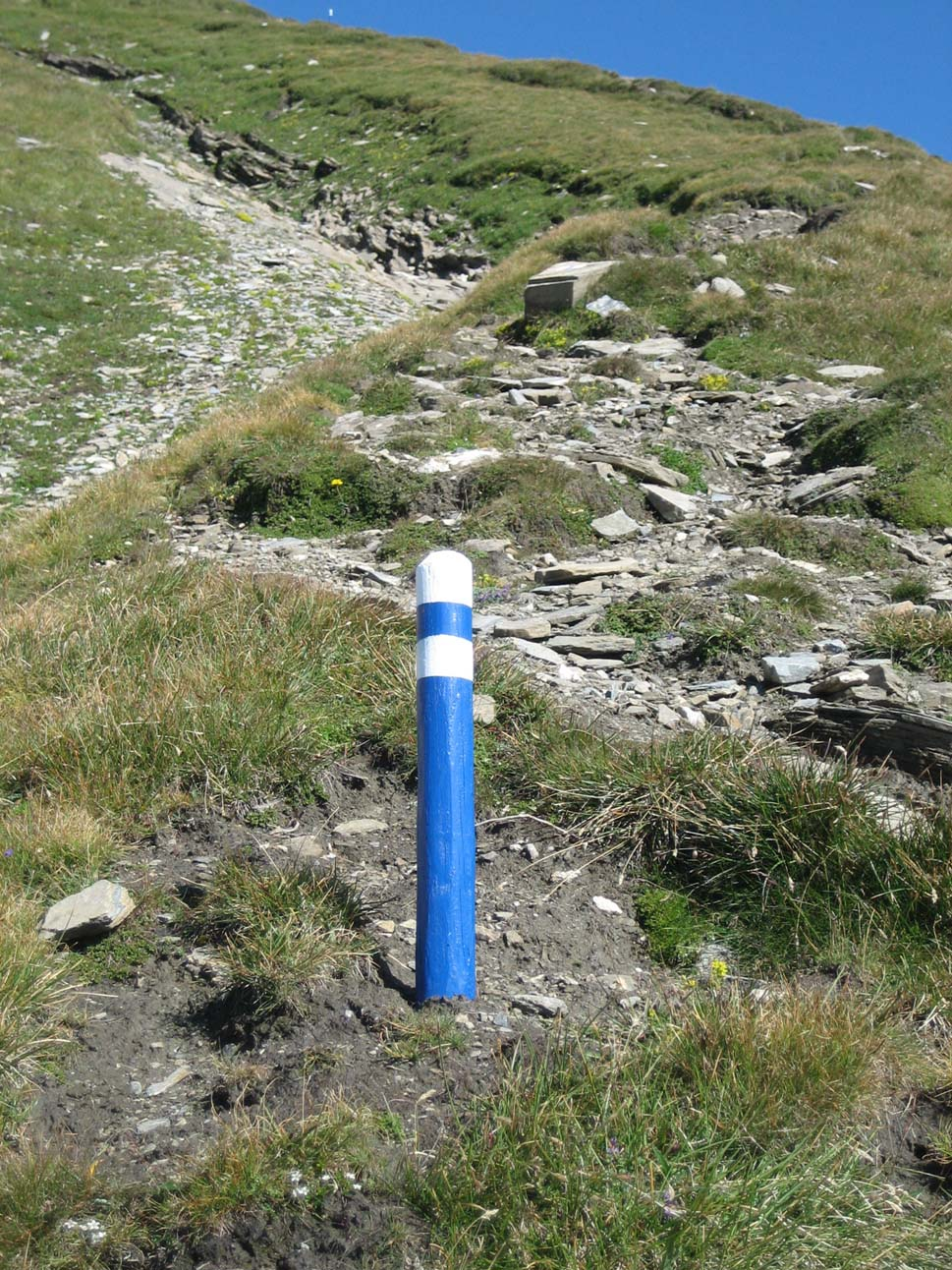
Poteau balisant un sentier alpin au Piz Uccello (Suisse).

Un sentier alpin est un sentier ou un itinéraire plus ou moins visible à travers des terrains difficiles de montagne. Dans les Alpes, ces sentiers sont aussi appelés en allemand Alpinweg ou Alpinwanderweg.
Le terme de « route alpine » désigne parfois le tracé d'anciennes voies de communication, telles que celles utilisées par les Romains ou l'armée napoléonienne pour traverser les Alpes, transformées ultérieurement en sentier de randonnée, route ou voie ferrée.

## Description

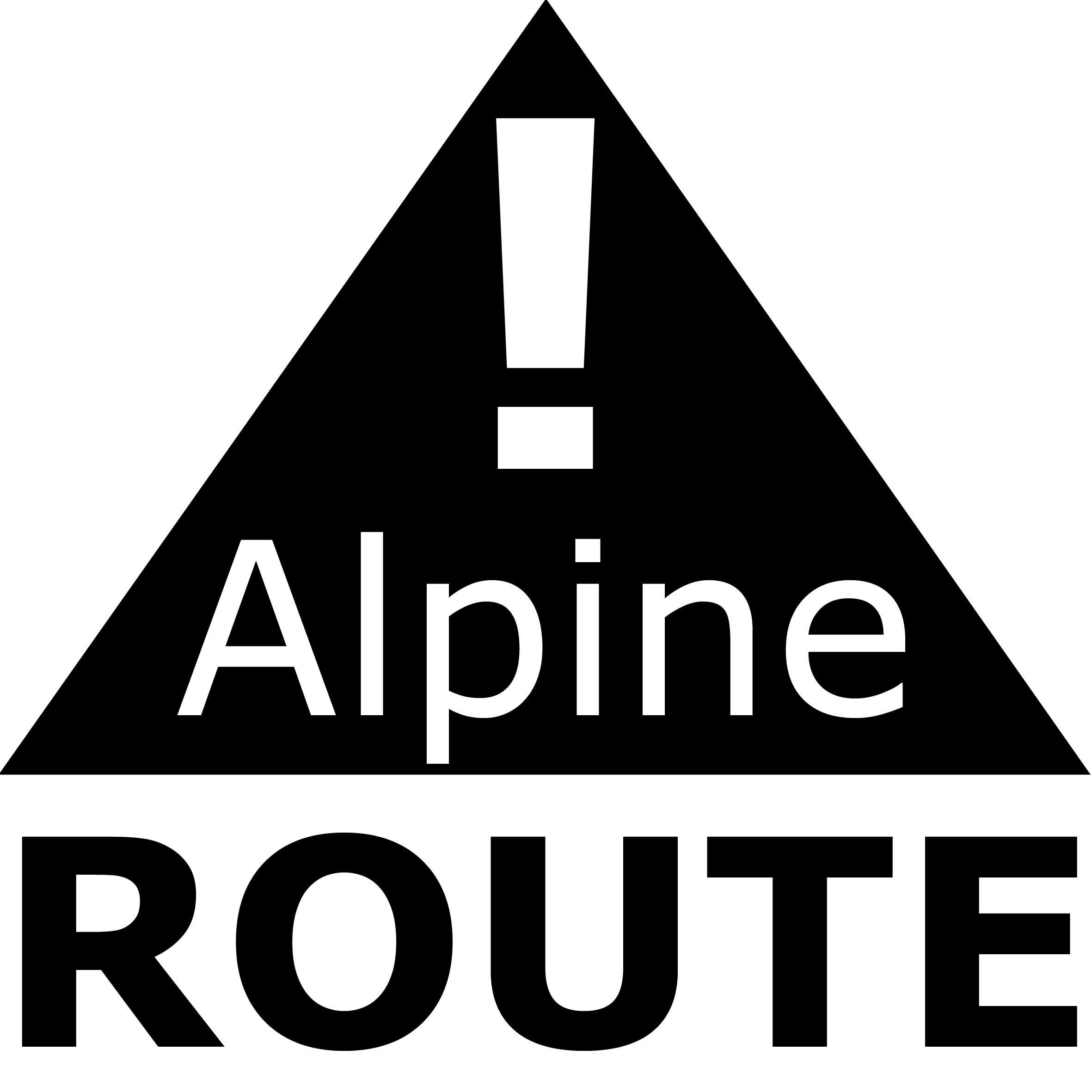
Avertissement pour signaler un sentier alpin

Souvent les sentiers alpins ne sont ni aménagés, ni entretenus : ils sont devenus visibles par l'érosion causée par la fréquentation. Le sentier peut comporter des passages d'escalade rocheuse et des passages vertigineux. Les passages les plus difficiles ou exposés sont parfois équipés de cordes fixes, câbles, chaînes ou points d'assurage. 
Dans les Alpes, ces sentiers sont parfois balisés, par les clubs alpins, avec un marquage de couleurs bleu et blanc ; en Autriche et Allemagne bleu-blanc-bleu ; en Suisse blanc-bleu-blanc. Ils peuvent aussi être balisés par des poteaux (peints en bleu) ou des cairns.